# Didierea
Didierea ist eine Pflanzengattung der Familie der Didiereaceae innerhalb der Ordnung der Nelkenartigen (Caryophyllales). Benannt wurde die Gattung nach dem französischen Naturforscher Alfred Grandidier (1836–1921).

## Beschreibung
Die Pflanzen wachsen als stark stechende, zweihäusige und mit Dornen versehene Sträucher oder baumartig, mit einzelnen dicken Trieben, welche bis 6 Meter hoch werden können. Auf den Trieben stehen spiralig angeordnete Warzen, auf denen sich Areolen befinden, aus denen wiederum Rosetten von schmalen und vergänglichen Blättern entspringen. Auf den Warzen werden 4 bis 8, selten nur 1 oder aber auch bis zu 12 Stück, steife, nadelige und strahlenförmig ausgebreitete Dornen ausgebildet.
Die in Dolden stehenden Blüten erscheinenden aus den Areolen der oberen Triebteile. Es werden 8 Staubblätter ausgebildet. Die 3 bis selten 4 ausgebreitet stehenden Narben sind groß und gekerbt. Die Früchte sind dreikantig.
Die Chromosomenzahl ist 2n = 48.

## Verbreitung
Die Arten der Gattung sind im Südwesten und Süden von Madagaskar verbreitet.

## Systematik
Die Gattung wurde 1880 durch Henri Ernest Baillon aufgestellt. Die Typusart der Gattung ist Didierea madagascariensis Baill.
Die Gattung enthält zwei Arten:
- Didierea madagascariensis Baill.: Sie kommt im südwestlichen Madagaskar vor.[3]
- Didierea trollii Capuron & Rauh: Sie kommt im südlichen Madagaskar vor.[3]